# 刘保兴
刘保兴，南汉宗室。中宗刘晟第四子，后主刘鋹之弟，乾和年间获封祯王。自幼与刘鋹友爱。宋师南征，至城下，后主派遣保兴率百官前往奉迎宋将潘美，为南汉将领郭崇岳所阻止，未能成行。后领兵与潘美交战，逃亡中被宋军在民居中俘虏。宋太祖赵匡胤任命刘保兴为右监门率府率。后在任上去世。